# ربض
الربض هو مصطلح عربي يشير إلى ضواحي المدن التي يعود تاريخها إلى القرن السابع والثامن في آسيا الوسطى، مثل منطقة تركستان في جنوب كازاخستان وإيران وأفغانستان.
جرت استعارة هذا المصطلح، في الشكل العربي الأندلسي لكلمة الرباض، وأصبحَت في الإسبانية arrabal وفي البرتغالية arrabalde.

## تخطيط المدينة
كانت القلعة النموذجية في آسيا الوسطى تعتمد على نموذج المدينة الثلاثي: القلعة ، والشهرستان (المنطقة السكنية داخل الأسوار)، والرباض (الضاحية). لا ينطبق هذا النموذج الحضري على تصنيف المدن في آسيا الوسطى فحسب، بل يُستخدم أيضًا لوصف أنواع مماثلة من المدن في أماكن أخرى من العالم الإسلامي.

## طالع أيضًا
- الرباط (توضيح) ، كلمة عربية تعني "مدينة محصنة" أو "ضاحية".
- ربض ، مدينة في غاليسيا، إسبانيا.
- رباط، كلمة عربية تعني حصن الحدود الإسلامية المبكرة، ثم خان القوافل وملجأ الصوفيين.
- الرباط الفارسي (توضيح) [الإنجليزية]، النسخة الفارسية لكلمة "رباط"